# Израильско-намибийские отношения
Израильско-намибийские отношения — двусторонние международные, дипломатические, культурные, экономические и иные отношения между Намибией и Израилем. Правительственные отношения были установлены в 1994 году, четыре года спустя Намибия получила независимость от ЮАР. Посол Израиля в Намибии Дов Сегев-Штайнберг работает в ЮАР. У Намибии нет посольства в Израиле, её интересы представляет почётный консул, Гиль Данкнер, который работает в Атлите с юрисдикцией на северный округ Израиля и регион Хайфы.

## История
До независимости Намибии политика Израиля в отношении Намибии заключалась в официальном молчании. Ряд высокопоставленных израильских лидеров посетили оккупированную территорию. Члены южноафриканской администрации Намибии также посетили Израиль.
- В конце 1981 года министр обороны Израиля Ариэль Шарон посетил тогдашнюю Юго-Западную Африку (аннексия которой Южной Африкой не была признана ООН, которая продолжала ссылаться на территорию как оккупированную Намибию) наряду с военными должностными лицами из Южной Африки. В рамках военной помощи Израиля Южной Африке израильские инструкторы помогли обучить ангольских повстанцев УНИТА в их борьбе против правительства, возглавляемого МПЛА в Анголе.
- В 1984 году посол Израиля в Южной Африке Элиягу Ланкин посетил тогда Юго-Западную Африку и пообещал помощь развитию южноафриканским чиновникам.
- В апреле 1985 года «Windhoek Observer» сообщил, что южноафриканские правительственные чиновники и руководители в области развития, ответственные за управление Намибией, посетит Израиль для изучения проектов развития.[2]

Намибия получила независимость в 1990 году, и в 1994 году оба правительства открыли двусторонние отношения.
В январе 2008 года премьер-министр Намибии Нахас Ангула получил факс, в котором утверждалось, что он был отправлен из Палаты Представителей Конгресса США. В нём руководство Намибии просили голосовать преимущественно за резолюции в пользу Государства Израиль в ООН. Посольство США в Намибии не подтвердило и не опровергло подлинность данного письма.
В январе 2009 года во время операции в Газе Намибия осудила Израиль, сказав: «Эта обнаженная агрессия и несоразмерное применение Израилем силы являются неудачными и только приводят к дальнейшей эскалации насилия». Намибия признает государство Палестина.
28 ноября 2017 года Нетаньяху посетил Кению для участия в церемонии инаугурации переизбранного президента Ухуру Кениаты. В рамках визита в Кению Нетаньяху встретился с президентом Намибии и обсудил развитие двусторонних отношений.

## Экономические отношения
Израильские компании активно инвестируют в алмазную промышленность Намибии. В 2004 году Africa Israel Investments через дочерние компании LLD Diamonds было предоставлено 36 концессий на сумму $180 млн правительством Намибии для инвестирования в алмазную промышленность Намибии. С 2005 года LLD Diamonds управляет крупнейшим центром резки алмазов в Африке. Находящийся в Виндхуке намибийский президент Хификепунье Похамба назвал фабрику успешной историей в стремлении Намибии привлечь прямые иностранные инвестиции.
В январе 2008 года зафрахтованная Cessna 210 разбилась вскоре после взлёта из аэропорта Виндхука. Самолёт направлялся в Национальный парк Этоша, в катастрофе погибли 5 израильтян и 4 намибийца. Израильтяне были экспатами, работающими в алмазной промышленности и направлялись в Этошу на отдых, а намибийцы — члены экипажа самолёта, на котором летела группа.

## Критика отношений
Некоторые организации в Намибии призывали завершить отношения с Израилем из-за палестино-израильского конфликта. Национальное общество прав человека Намибии призвало к разрыву отношений в 2002 году из-за «постоянного отрицания Государством Израиль неотъемлемого права на самоопределения народа Палестины». Во время операции «Литой Свинец» в Газе в 2008—2009 годах оппозиционные партии SWANU и Namibian Democratic Movement for Change призывали к разрыву отношений.
Ряд колонок редакторов критиковали Израиль и отношения Намибии с ним. В январе 2008 года Алексакус Кауре, намибийский академик и писатель, написал статью, опубликованную в государственной газете «Новая эра», в которой критиковали отношения Намибии с Израилем, называя их противоречивыми и сравнивая их с отношениями с апартеидом в Южной Африке. Годом позже во время операции в Газе «Литой свинец», Герберт Йаух, глава отдела исследований и образования в намибийском Институте трудовых ресурсов и исследования, опубликовал статью в «Новой эре», называя действия Израиля «…актом хладнокровного убийства и преступлением против человечности», призывая к международной изоляции Израиля.